# بانجو (موسيقى)
البانجو Banjo آلة موسيقية وترية. ويتكون جسمه من طبلة صغيرة من جلد حيواني أو بلاستيك رقيق مشدود حول إطار دائري أشبه بالدف وغالباً ما يكون معدنياً متصلاً برقبة أو زند على شكل ضلع طويل تمر فوقها أوتار موصلة بمفاتيح شد داخل علبة الملاوي.

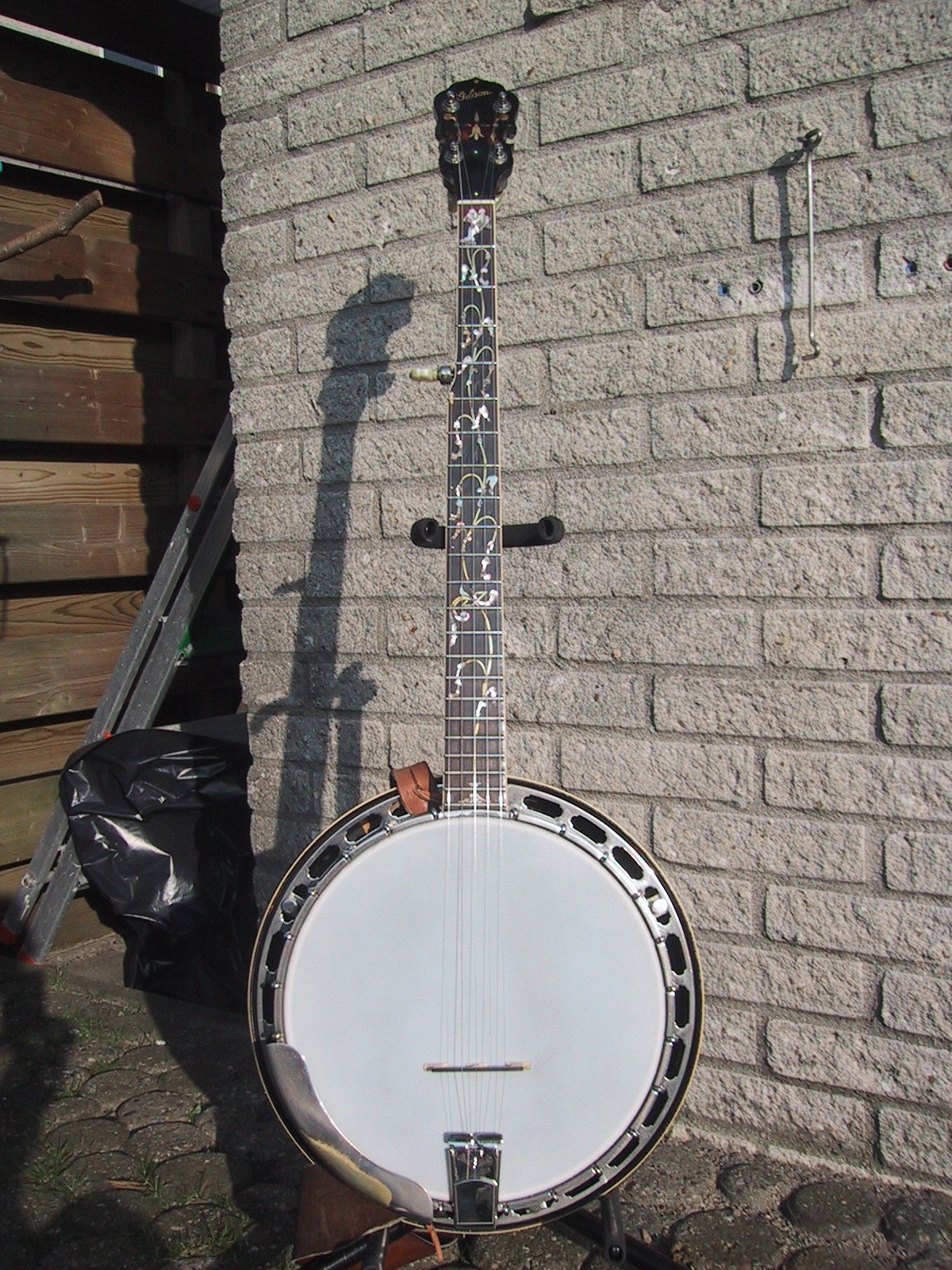
بانجو بلوز

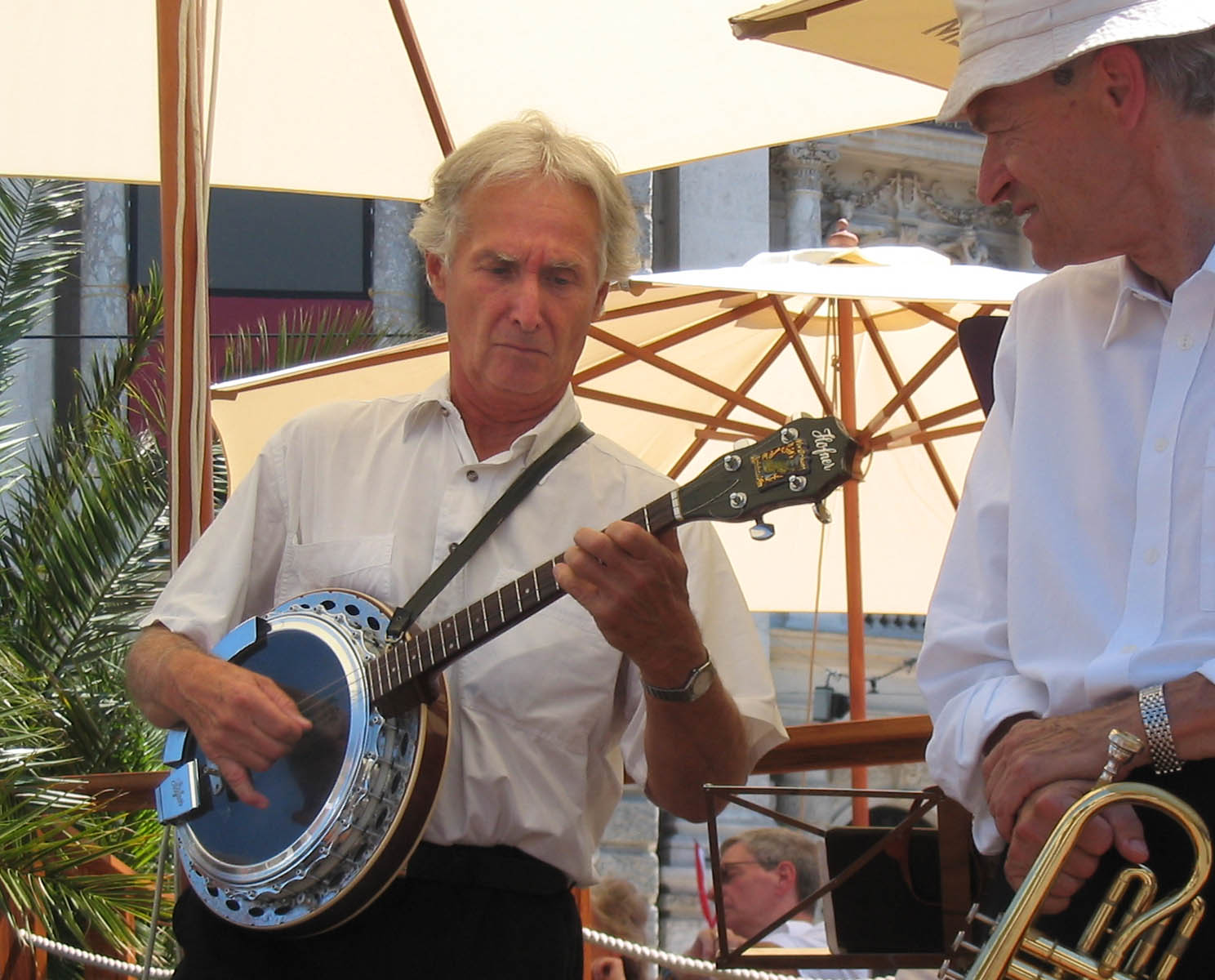

هذه البنية هي التي اعطت للبانجو صوته المميز حيث تصدر النقرة على أوتاره صوتاً سريعاً ولكنه رناناً قوياً.
استمد البانجو اسمه من بنجر، وهي آلة موسيقية أفريقية.

## أنواع البانجو
للبانجو عدة أنواع في مختلف الأشكال والأحجام ومنها:
- بانجو البلوز
- بانجو الريشة
- بانجو التينور
- بانجو العود
- بانجو الغيتار
- بانجو البزق

وظهرت أول اشكال مبسطة للبانجو مع الأفارقة الذي تم جلبهم إلى أمريكا والذين قاموا بتطويره من آلات أفريقية مشابهة. ويرتبط البانجو بشكل عام بموسيقى البلوز الأمريكية قبل أن يشاع استخدامه في القرن التاسع عشر.

## تهجين البانجو
هناك عدد من الآلات الموسيقية التي يتم تهجينها - أي استبدال جزء منها بجزء من البانجو- وعادة ما يكون ذلك في شكل تركيب صندوق الصوت في البانجو (غالباً بأوتاره) مع رقبة آلة موسيقية أخرى كان هذا الإتجاه في صناعة الآلات الموسيقية شائعاً في العقود الأولى من القرن العشرين وربما كان الغرض ورائه هو الاستفادة من الميزة الصوتية للبانجو في تقوية أصوات الآلات الموسيقية الوترية الأخرى، يحدث هذا في وقت لم تكن فيه التقوية الكهربائية لصوت الآلة الموسيقية قد أكتُشِفت بعد وهناك تركيبة أخرى تستخدم فيها رقبة بانجو ذات أوتار خمسة مع صندوق صوت خشبي كما في حالة البزق. وهي حالة نادرة في كل الأحوال.

## أوتار البانجو

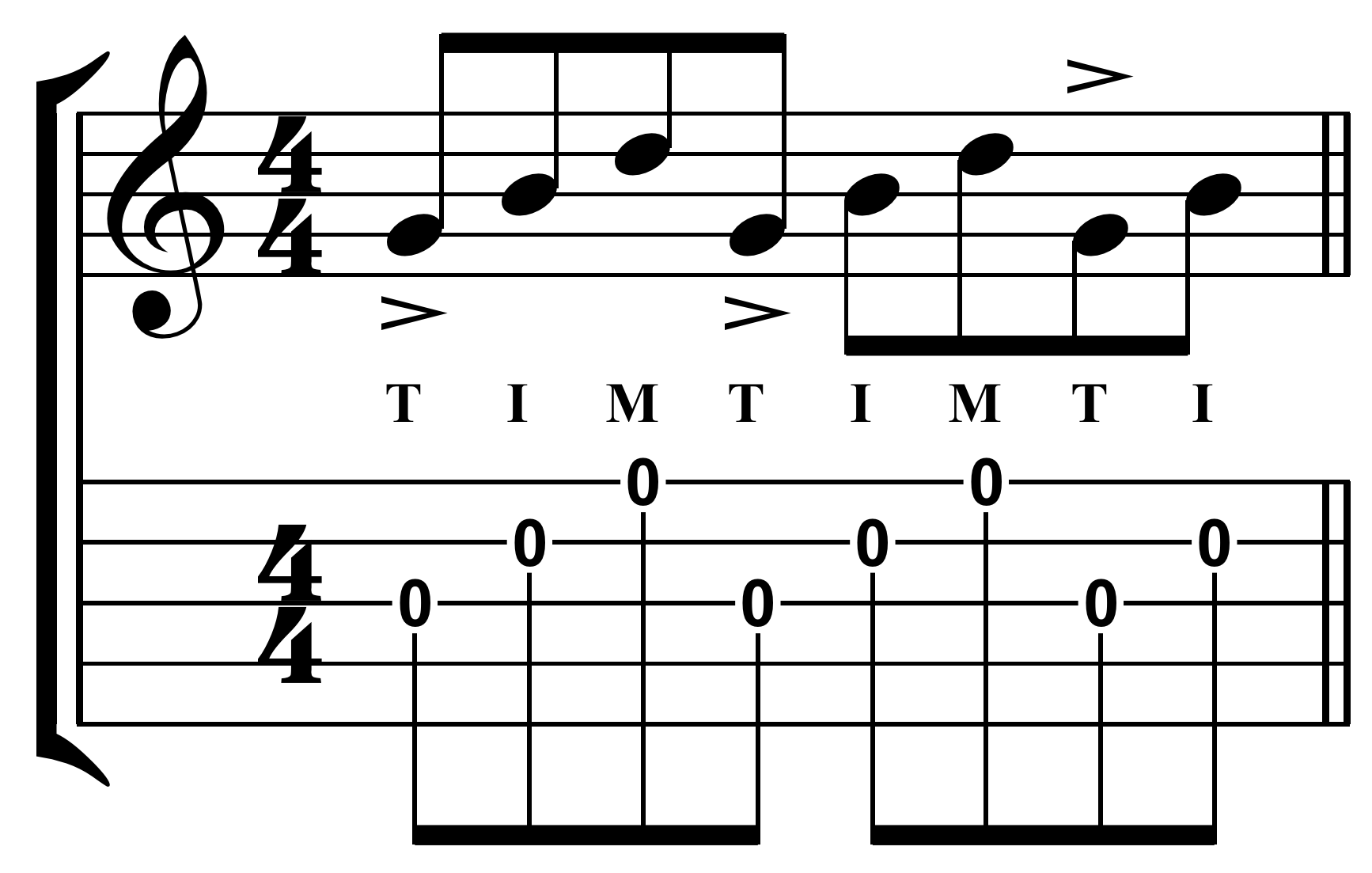
فورورد رول، على أنغام البانجو.

تتعدد أوتار البانجو من أربعة إلى خمسة وستة، بل هناك بانجو يعمل بوتر واحد، كما تختلف المواد التي تصنع منها الأوتار، وعادة ما تصنع الأوتار من مواد معدنية ولكن هناك فرق من عازفين في الولايات المتحدة تستخدم أوتاراً مصنوعة من خيوط النايلون بل هناك من يستخدم أوتاراً مصنوعة من إمعاء الحيوان الدقيقة.

## طريقة عزف البانجو
ويتم عزف معظم آلات البانجو بريشة العزف، ولكن من الممكن عزفه بالاصابع (كما في بانجو الإيتار أو بانجو البلوز)